# ロードアイランド (原子力潜水艦)
|          |                                                                 |
| 艦歴     |                                                                 |
| 発注     | 1988年1月5日                                                    |
| 起工     | 1988年9月15日                                                   |
| 進水     | 1993年7月17日                                                   |
| 就役     | 1994年7月9日                                                    |
| その後   | 就役中                                                          |
| 母港     | ジョージア州キングズベイ海軍潜水艦基地                          |
| 性能諸元 |                                                                 |
| 排水量   | 水上：16,765 トン 水中：18,750 トン                             |
| 全長     | 170.69 m (560 ft)                                               |
| 全幅     | 12.8 m (42 ft)                                                  |
| 喫水     | 11.5 m (38 ft)                                                  |
| 最大速   | 20ノット以上 (37+ km/h)                                         |
| 潜行深度 |                                                                 |
| 機関     | S8G原子炉 1基                                                   |
| 乗員     | 士官13名、兵員140名                                             |
| 兵装     | 21インチ魚雷発射管4門 Mk-48魚雷 トライデント II弾道ミサイル24基 |
| モットー | In Spe Pacis Perennis                                           |
|          |                                                                 |

ロードアイランド(USS Rhode Island, SSBN-740)は、アメリカ海軍のオハイオ級原子力潜水艦の15番艦。艦名はロードアイランド州に因んで命名された。その名を持つ艦としてはバージニア級戦艦5番艦(BB-17)以来3隻目。

## 艦歴
ロードアイランドの建造は1988年1月5日にコネチカット州グロトンのジェネラル・ダイナミクス・エレクトリック・ボート社に発注され、1988年9月15日に起工した。1993年7月17日にケィティ・マクスリー夫人によって命名、進水し、1994年7月9日にブルー班のジョン・K・エルドリッジ艦長およびゴールド班のマイケル・マックスフィールド艦長の指揮下就役した。
2007年5月8日にロードアイランドはスティーヴン・コルベアの番組、『ザ・コルベア・レポート』の公式弾道ミサイル潜水艦に認定された。